# Lacuzon
Pour les articles homonymes, voir Claude Prost (militaire français) et Prost.
Claude Prost dit Lacuzon (ou Lacuson ou encore La Cuson) puis de Lacuzon serait né (d'après Dom Benoît) le 17 juin 1607 à Longchaumois dans le comté de Bourgogne, alors possession des Habsbourg, et mort le 21 décembre 1681 à Milan. Il est un militaire et un personnage célèbre mais controversé de l'histoire de la Franche-Comté.

## Biographie

### Origines
Il paraît impossible de fixer sa date de naissance avec précision car les registres des baptêmes et enterrements de Longchaumois n'ont été conservés qu'à partir de l'année 1668. Cette date précise émane d'un religieux érudit et historien, Dom Benoît qui publia "Histoire de l'abbaye et de la terre de Saint-Claude" (en 2 volumes 1890 -1892). Aucun autre historien n'a confirmé cette date et on ne sait pas de quelle archive Dom Benoît a pu la tirer. Cette date est donc à prendre avec la plus grande circonspection.
Il est le fils de Pierre Prost et Clauda Jacquemain, probablement des paysans libres. Le 31 octobre 1632, il se marie avec Jeanne Blanc, fille de Denis Blanc, bourgeois de Saint-Claude. Il aura deux filles : Anne-Marie et Jeanne Claude.

### La guerre de Dix Ans
Commerçant à Saint-Claude, il prend les armes dès l'invasion de la Franche-Comté en 1636 par les Français. Les premières traces de lui en tant que soldat datent de mai 1636 où, pendant le siège de Dole, il est chargé de mener les miliciens de Saint-Claude dans la ville de Bletterans. Il réussit rapidement à se constituer une force militaire capable de lutter contre les troupes suédoises alors alliées des Français et dirigées par Bernard de Saxe-Weimar. Dès 1637, il commence sa tactique de guérilla et de harcèlement des troupes ennemies, qui, sans inverser le cour de la guerre, complique la tâche des armées franco-suédoises. En août 1638, il est placé sous les ordres de César de Saix d'Arnans dans son régiment de corps-franc qui le remarque assez vite et le nomme capitaine. Il est surnommé Lacuzon, ce qui, en dialecte local, signifie « le souci » à cause de son humeur taciturne et vigilante.
Au sein du corps-franc, il lutte d'abord dans le Bugey, puis participe aux coups de main en Bresse. À l'été 1641 quand son supérieur le baron d'Arnans est désavoué par le gouverneur, il prend la suite et le commandement de la guérilla dans les montagnes du Jura. Il est également intégré à l'armée comtoise régulière. Installé au château de Montaigu, il s'empare de manière spectaculaire, en novembre 1641 de la forteresse de Saint-Laurent-la-Roche dont il conserve le commandement et pousse ses actions jusqu'à Louhans avec succès. Il remporte plusieurs batailles comme à Maynal ou à  Montmorot et représente alors les dernières forces comtoises qui résistent encore, en dehors des quelques cités comme Dole ou Gray qui n'ont pas été prises. Les combats cessent en 1644 et les traités de Westphalie en 1648 mettant fin à la guerre de Trente Ans. Lacuzon interrompt alors son activité militaire et retourne à Saint-Claude.

### Le hobereau jurassien

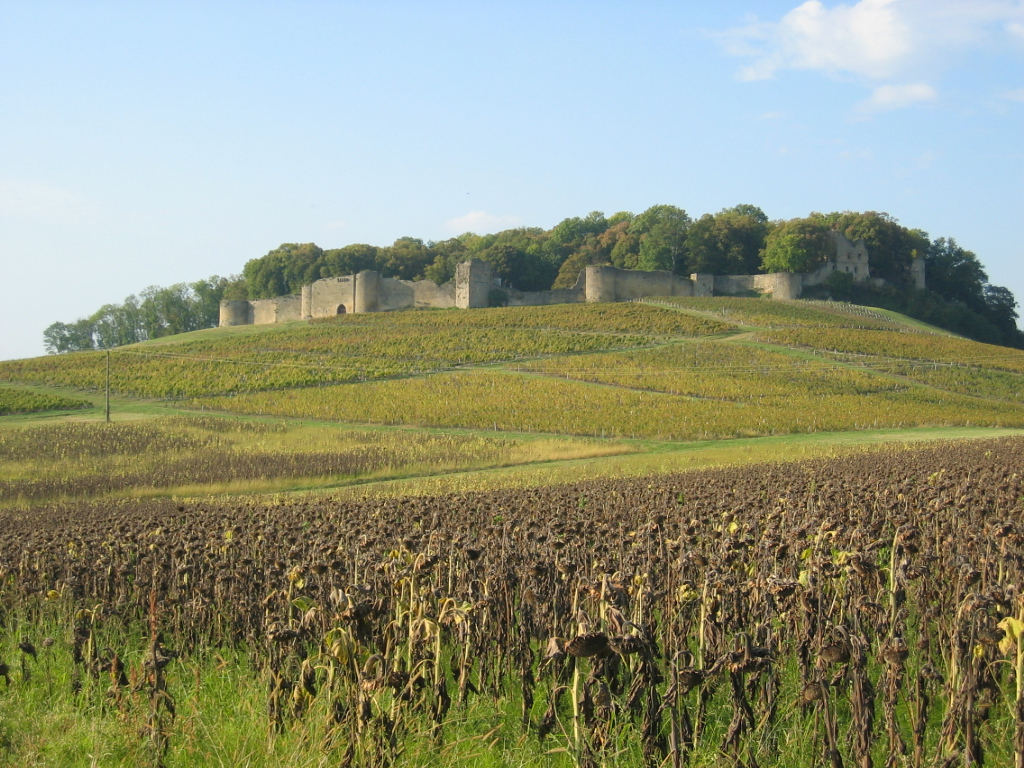
Le château d'Arlay de nos jours

Une fois la guerre terminée, il s'enrichit considérablement par le biais d'héritages et de rançons jusqu'à devenir un petit hobereau local. Il est nommé gouverneur du château d'Arlay par le Parlement dont il a les faveurs, mais il délaisse les affaires militaires pour se consacrer à ses affaires privés, alors florissantes. Il acquiert le 27 mai 1644 une vaste propriété située près de Montaigu "la Grange de Prelle". Montaigu sera désormais son lieu de résidence.
Ses succès et sa vie relativement dissolue lui valent de nombreuses oppositions et des ennemis. En 1659, on lui intente un procès pour harcèlement sexuel, viol, blasphème, violences et abus de pouvoir. Tout cela est en grande partie dirigé en sous-main par son ennemi Marc de Montaigu de Boutavant, officier comtois lui aussi controversé car accusé d'avoir trahi, notamment à la bataille de Cornod. Il réplique par un contre-procès et l'emporte avec un fort soutien populaire. D'autres procès et accusations suivront comme à Montaigu en 1663, où il est accusé d'avoir rasé les fortifications de la ville une dizaine d'années plutôt, dans le but de se faire construire une maison.
Lorsque Louis XIV entre en Franche-Comté en 1668, le vieux partisan reprend les armes et défend ses châteaux de Montaigu et de Saint-Laurent la Roche que les Français n'oseront pas attaquer. Durant ce conflit, Lacuzon reçoit du marquis de Yennes et du Parlement, des ordres contradictoires en permanence. On lui commande de porter secours à la ville de Dole, puis dans le même temps de se rendre à Saint-Claude et de ravitailler Besançon et Salins, si bien qu'il ne participe à aucune bataille. La résistance comtoise, usée par la guerre précédente, s'essouffle rapidement et la Comté est provisoirement conquise.

### La conquête de la Franche-Comté et l'exil
Au démarrage de la guerre de Hollande, il est chargé par le gouverneur de lever une compagnie de dragons  et est affecté à la défense de la ville de Salins. En 1673 il entreprend de lui-même une attaque contre les dissidents comtois pro-français menés par le marquis de Listenois. Avec l'aide du colonel de Massiet, il les surprend et les bat lors de la bataille de Saint-Lothain, événement majeur dans la vie de Lacuzon, qui contribuera fortement à façonner sa légende. En novembre de la même année, les Français attaquent Saint-Amour et Lons-le-Saunier, mais ils échouent et doivent battre en retraite. Lacuzon souhaite saisir l'occasion de poursuivre l'armée française en retraite pour la détruire, mais le marquis de Lullin, officier comtois pro-français, refuse sèchement et lui donne l'ordre de tenir sa position.
L'année suivante, à la tête de 130 hommes, il est affecté successivement à la défense de plusieurs villes. Mais, mal employé par le gouverneur d'Alveida, il est continuellement déplacé de place forte en place forte, ce qui empêche le Comtois de mener sa stratégie habituelle de guérilla. La campagne commencée le 12 février, devient rapidement un désastre pour les Comtois. Les villes comtoises tombent une par une. C'est lors du siège de Salins, seul combat auquel il participera contre les Français, qu'il se fait remarquer en refusant de cesser les tirs de ses canons pendant les négociations de la reddition qu'il rejette. Le 10 juillet, le dernier coup de feu de la campagne est donné au château de Sainte-Anne, le gendre de Lacuzon et commandant de la place, Claude Balland, capitule devant les Français. Faute de ressources, la Franche-Comté est conquise.

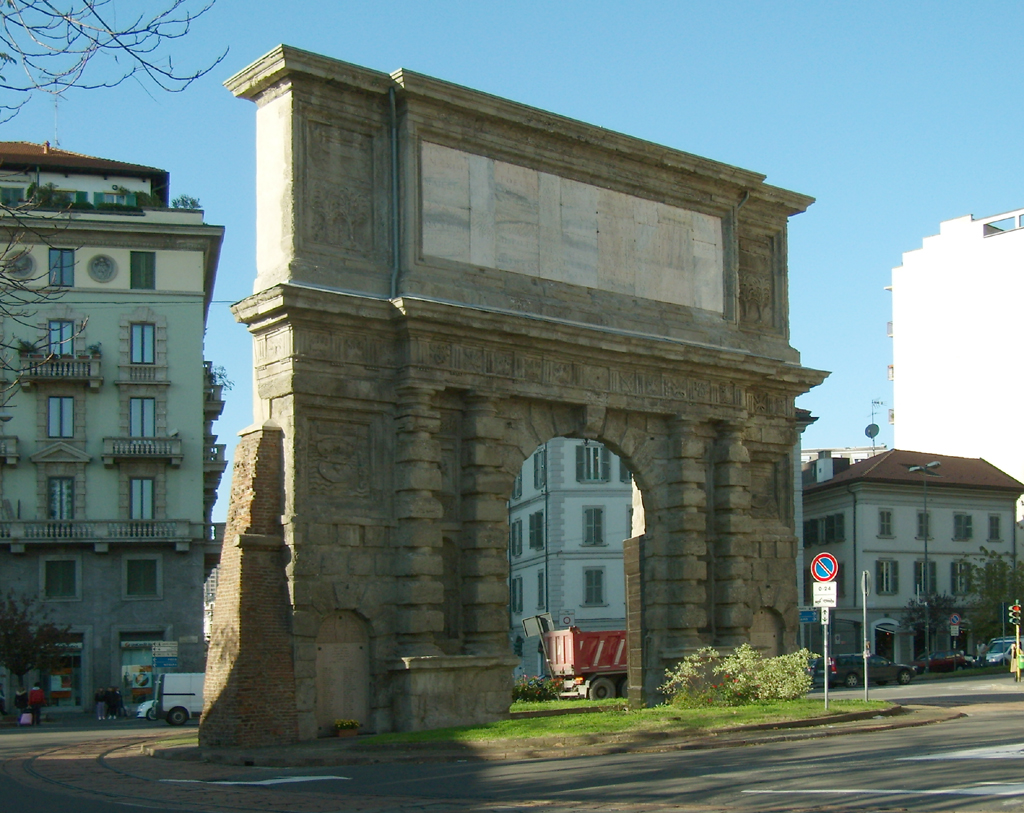
Quartier de la porte Romaine à Milan de nos jours.

« Le héros de l'indépendance », refusant l'annexion française de la Franche-Comté qui s'ensuit, ainsi que de prêter serment au roi de France, s'exile, sur le point d'être pris. Par fidélité au roi d'Espagne, il gagne le Milanais, alors possession espagnole. En 1678, il participe à des combats en Sicile puis revient s'installer à Milan, en passant par Rome où il effectue un pèlerinage. En 1679, il effectue un ultime voyage en Franche-Comté ; il en profite pour rédiger son testament à Longchaumois le 9 décembre, en faveur de son gendre Claude Balland. Revenu à Milan, il s'établit dans le quartier de la porte romaine au sud de la ville. Il y meurt le 21 décembre 1681, entouré de ses camarades d'exil. On ne sait pas où il fut enterré.

## Postérité et controverses
Longtemps ignoré de l'Histoire officielle, il entre dans la légende. Le XIXe siècle le redécouvre et les romantiques, tel Désiré Monnier, se passionnent pour le "Robin des Bois franc-comtois". Victor Hugo envisage même d'écrire sur lui un roman de cape et d'épée à la manière de Walter Scott.
Il reste néanmoins un personnage controversé, dont les motivations ne sont pas clairement établies : authentique patriote et héros de l'indépendance franc-comtoise pour les uns (notamment pour Robert Fonville), soudard opportuniste et intéressé pour les autres (notamment pour Louis Lautrey). Gérard Louis, dans sa Guerre de Dix Ans, 1634 - 1644, considère que son importance dans ce conflit a été nettement exagérée par certains historiens du XIXe siècle et que son rôle dans les guerres comtoises fut mineur comparé à d'autres chefs comtois comme de la Verne ou son supérieur, le baron d'Arnans. Autre élément qui tendrait à renforcer cette thèse, l'historien et contemporain de Lacuzon, Jean Girardot de Nozeroy, dans son Histoire de dix ans de la Franche-Comté de Bourgogne, 1632-1642, ne mentionne pas une seule fois son nom. Il semblerait que la notoriété et la légende de Lacuzon tiennent plus de ses quelques coups d'éclat qui ont marqué les esprits de l'époque, que du rôle qu'il a véritablement tenu durant ces conflits.
Pour André Besson, écrivain franc-comtois, si Lacuzon n'a jamais été oublié, c'est essentiellement parce qu’il est le personnage historique qui incarne le mieux le caractère franc-comtois et son esprit d'insoumission.
Il reste pour les Comtois le symbole de l'esprit d'indépendance et de révolte. De nos jours, de nombreuses rues et places portent son nom dans les villes et villages comtois.

## Anecdotes

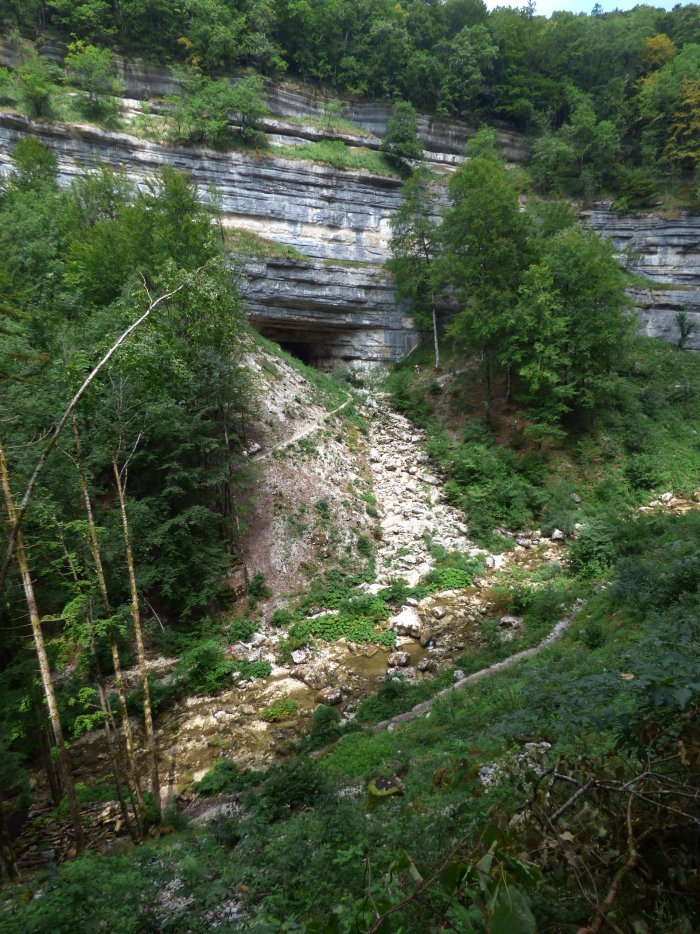
Grotte de Lacuzon.

- N'étant pas un guerrier né, Lacuzon tremble au début de chaque combat et se dit pour se donner du courage : « Chair, qu'as-tu peur ? Ne faut-il pas que tu pourrisses ? ».
- Plusieurs grottes du Jura portent son nom, notamment celle qui se trouve sur le parcours des cascades du Hérisson, près de la cascade du Grand Saut, où il aurait, selon la légende, trouvé refuge entre ses coups de main, mais c'est fort improbable. Le personnage était le plus souvent à Montaigu ou au château de Saint-Laurent-la-Roche.
- Dans la grotte de La Frasnée, en 1810, un jeune chevrier découvre un squelette tenant une épée espagnole à la main. L'imagination populaire le fait longtemps passer pour Lacuzon, qui se serait laissé mourir de faim dans la grotte de la Vouivre, sa protectrice, après la victoire des Français et l'annexion de la Comté.

- Xavier de Montépin s'est inspiré très librement du personnage pour son livre Le Médecin des pauvres, publié en 1861, une version qui tord définitivement le cou à toute vérité historique. Ce livre est d'ailleurs issu du plagiat d'un ouvrage paru en 1844, Lacuzon de Louis Jousserandot, ce qui valut un procès à de Montépin. Dans son livre, la grotte dite le Trou des Gangônes correspond en réalité à la grotte Lacuzon (appelée aussi le Grand Cellier), située près des cascades du Hérisson. Par contre, la scène où Lacuzon, accompagné de son trompette Garbas et du colonel Varroz, fait exploser la voûte de la grotte près du Champ Sarrasin, lui permettant ainsi de dévoiler un escalier jusque là obturé par un gros rocher et de s'enfuir, est une caverne différente qui a priori n'existe pas. Elle est la plupart du temps confondue, mais à tort, avec la grotte Lacuzon.

## Armes et noblesse
Blason: « Coupé de gueules à la fleur de souci d’or et d’azur à l’épée d’argent ».
Anobli initialement le 29 janvier 1642, Il fut confirmé à la noblesse par Charles II, le 24 mai 1667 sous le nom Claude Prost de Lacuzon